# Saint-Étienne-la-Geneste
 Saint-Étienne-la-Geneste  là một xã thuộc tỉnh Corrèze trong vùng Nouvelle-Aquitaine miền trung Pháp.